# Drumul european E04
Drumul european E4 este o șosea de 1590 de kilometri lungime, care leagă orașul suedez Helsingborg de orașul finlandez Tornio, trecând prin Stockholm. 

## Descriere
Drumul european E04 este clasat ca autostradă de la Helsingborg la Gävle. La nord de Gävle, cel mai adesea este o șosea obișnuită, dar există și câțiva kilometri de autostradă, în apropiere de Söderhamn, Sundsvall și Piteå. Porțiunea de traseu dintre localitățile Tornio și Kemi a fost luată de la Drumul european E04, în profitul drumului european E08. 
Pentru a ajunge la Helsingborg (Suedia), pornind din Danemarca, se ia feribotul de la Elsinore. 

## Traseu
În general, Drumul european E04 are traseul de-a lungul țărmului Golfului Botnic. Drumul european E04 are traseul de la sud la nord, trecând prin Suedia și Finlanda. Lungimea totală a drumului este de 1590 km (990 mile). Pe teritoriul finlandez, drumul se află în întregime în orașul Tornio, fiind doar de 800 m (0,50 mile) lungime.
În Finlanda, drumul are un traseu scurt, pornind de la Tornio, până la frontiera cu Suedia. În Suedia, drumurile europene nu au și numere naționale. În Suedia, drumul trece prin sau aproape de următoarele orașe: 
- Haparanda,
- Luleå,
- Skellefteå,
- Umeå,
- Örnsköldsvik,
- Härnösand,
- Sundsvall,
- Hudiksvall,
- Söderhamn,
- Gävle,
- Uppsala,
- Märsta,
- Stockholm,
- Nyköping,
- Norrköping,
- Linköping,
- Jönköping,
- Ljungby,
- Helsingborg.